# 예루살렘 중앙 버스 역

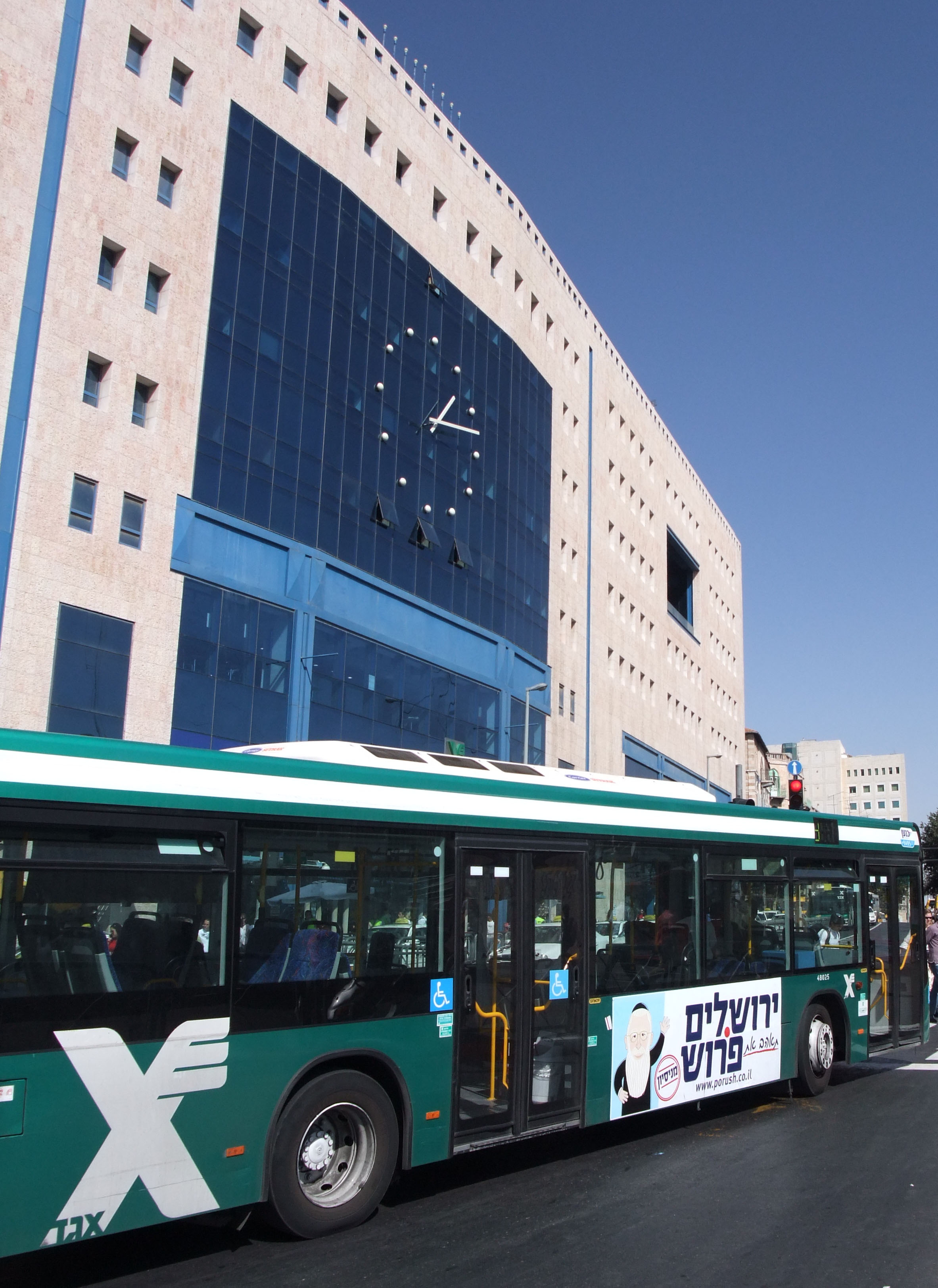

예루살렘 중앙 버스 역은 예루살렘의 버스 정류장이다. 이스라엘 서쪽 입구의 자파 거리와 예루살렘 화음 다리 근처에 있다.

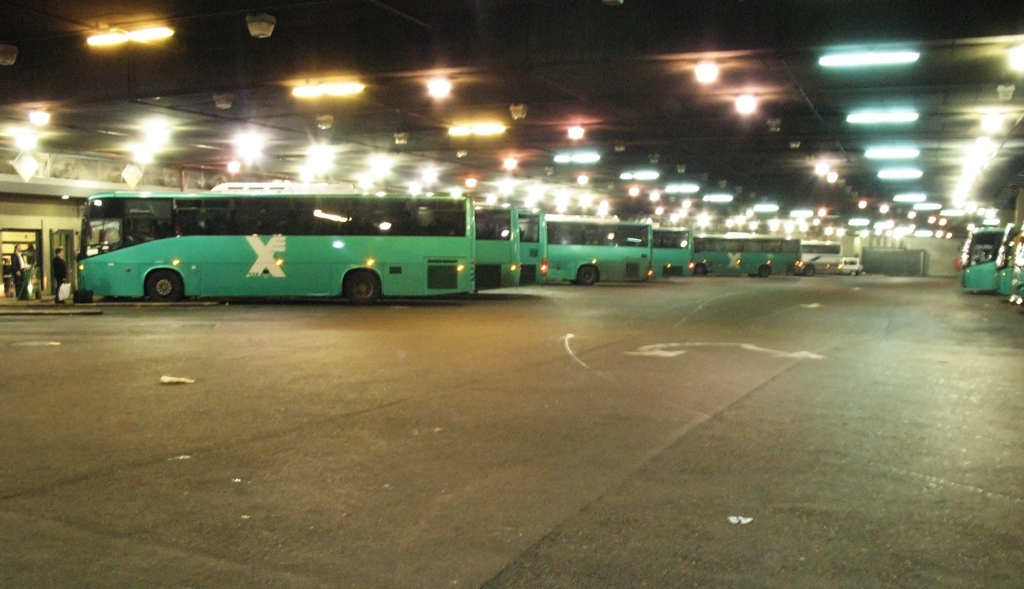
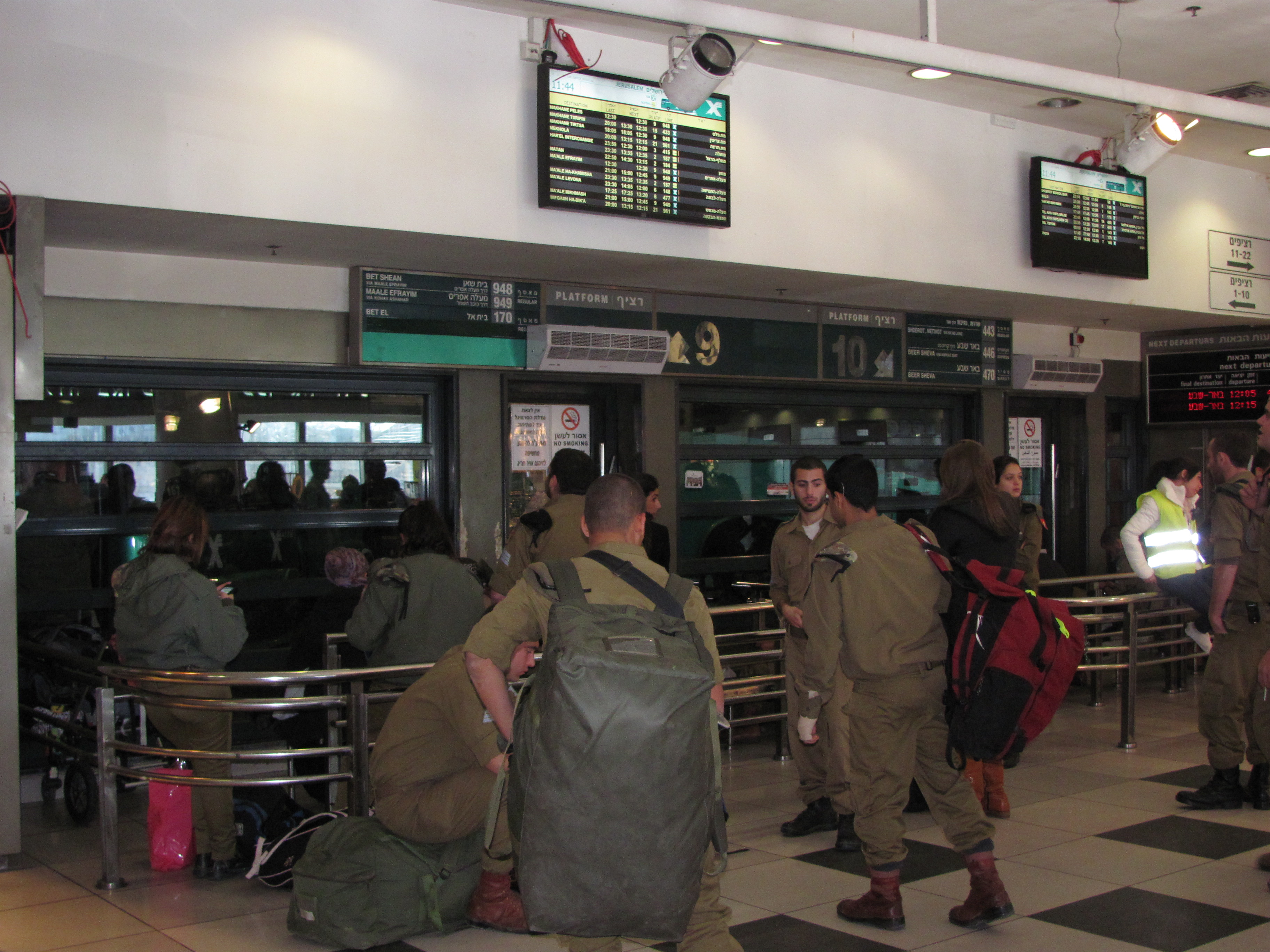
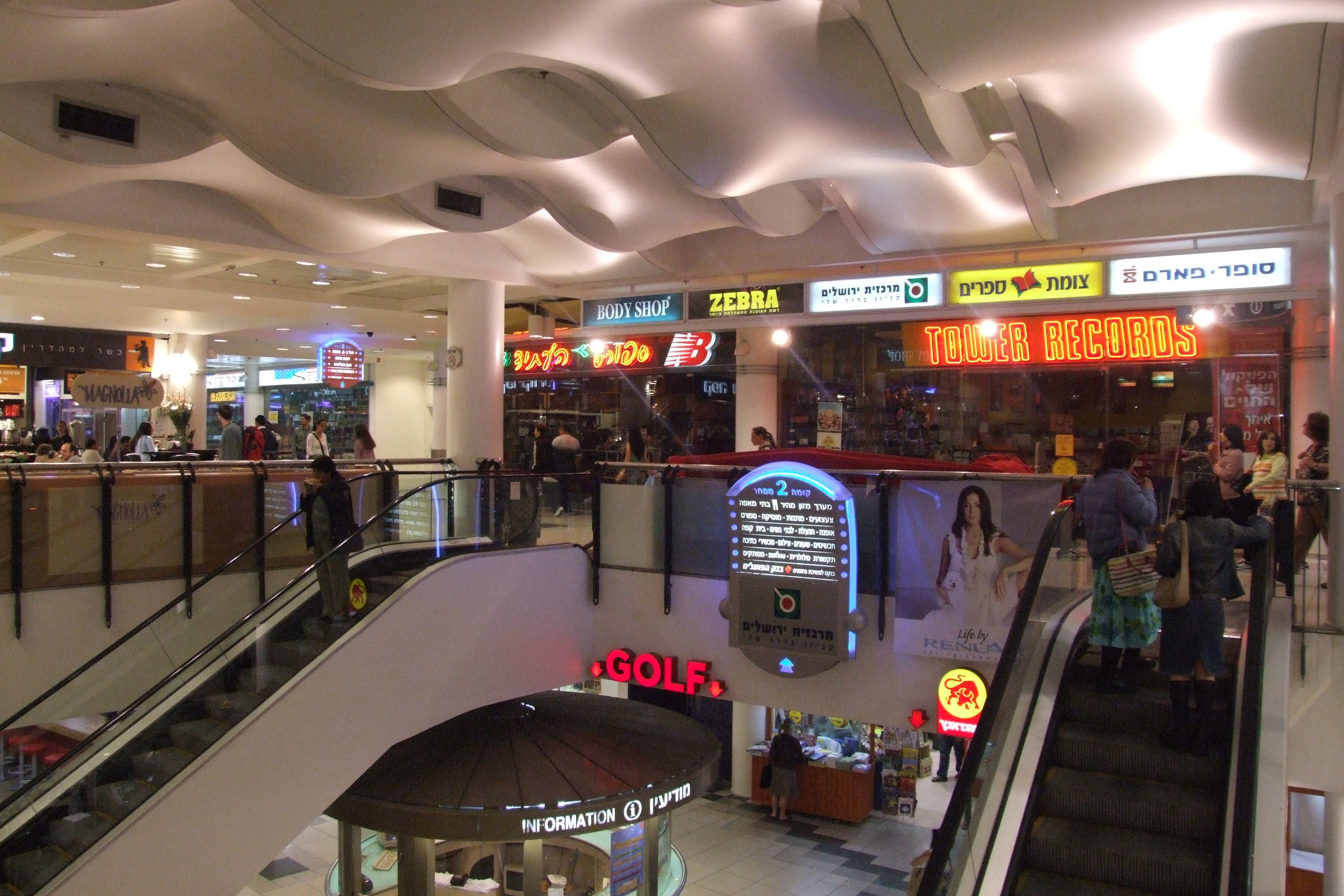